# Nash-Lösung
Die kooperative Nash-Lösung ist der entscheidende Beitrag John Nashs für die Lösung von Problemen der Verhandlungstheorie (Bargaining Problems). In seinem 1950 erschienenen Aufsatz The bargaining problem schaffte er es, erstmals eine eindeutige Lösung für diese Art von Verhandlungssituationen mathematisch abzuleiten. 

## Problem und Lösung
Nash modellierte ein Bargaining Problem in Form eines Nutzenraumes U und eines Ergebnisvektors k, der jedem Akteur seine Konfliktauszahlung zuweist, also den Nutzen, den der jeweilige Akteur im Falle des Verhandlungsabbruchs erhält. 
Sein Ziel war es diese Lösung auf möglichst wenige allgemein akzeptierte Axiome zu gründen (vgl. Eigenschaften von Verhandlungslösungen). Diese sollten sicherstellen, dass rationale Akteure zustimmen mussten. Diese Axiome im Einzelnen sind:
- schwache Paretooptimalität,
- Symmetrie,
- Unabhängigkeit von linear affinen Transformationen und
- Unabhängigkeit von irrelevanten Alternativen.

Ausgehend von diesen Bedingungen konnte Nash zeigen, dass ein eindeutiges Ergebnis (in Form eines Ergebnisvektors, der jedem einzelnen Akteur einen bestimmten Nutzen zuweist) berechenbar ist.

## Beispiel
Durch die Nash-Lösung soll das sog. Nash-Produkt, das Produkt der Nutzenzuwächse der Verhandlungsparteien bzw. Spieler maximiert werden. In einer Verhandlungssituation {\displaystyle (B,d)} für zwei Spieler nimmt die Funktion die Form  {\displaystyle f\colon \,B\rightarrow {\mathbb {R} },\,(x_{1},x_{2})\mapsto (x_{1}-d_{1})\cdot (x_{2}-d_{2})} an. Dabei könnte es um einen Betrag von 100 € gehen, den die Spieler untereinander aufteilen sollen (der Drohpunkt sei zur Vereinfachung (0,0)). Die Spieler haben unterschiedliche Nutzenfunktionen, etwa {\displaystyle U_{1}(x_{1})=20\cdot x_{1}} und {\displaystyle U_{2}(x_{2})=5\cdot x_{2}}. Das sich daraus ergebende Optimierungsproblem sieht wie folgt aus: 
{\displaystyle \operatorname {max} \;(U_{1}(x_{1})-U_{1}(0))(U_{2}(x_{2})-U_{2}(0))} unter der Bedingung {\displaystyle x_{1}+x_{2}=100}
und kann mit Hilfe von Lagrange-Multiplikatoren gelöst werden.
{\displaystyle {\begin{aligned}{\mathcal {L}}&=(20x_{1})(5x_{2})+\lambda (x_{1}+x_{2}-100)\\{\mathcal {L}}_{\lambda }&=(x_{1}+x_{2}-100)=0\\{\mathcal {L}}_{x_{1}}&=100x_{2}+\lambda =0\\{\mathcal {L}}_{x_{2}}&=100x_{1}+\lambda =0\\\end{aligned}}}
Was zu einem gleich aufgeteilten Betrag von {\displaystyle x_{1}=x_{2}=50} führt, wobei die sich daraus ergebenden Nutzenwerte der Spieler sich unterscheiden: {\displaystyle U_{1}(50)=1000} und {\displaystyle U_{2}(50)=250}.